# Флаг Пролетарского
Флаг Пролета́рского — официальный символ городского поселения Пролетарский Серпуховского муниципального района Московской области Российской Федерации.
Флаг учреждён 23 ноября 2009 года и внесён в Государственный геральдический регистр Российской Федерации под номером 6013.
Флаг муниципального образования городского поселения Пролетарский Серпуховского муниципального района Московской области составлен на основе герба городского поселения Пролетарский по правилам и соответствующим традициям геральдики, и отражает исторические, культурные, социально-экономические, национальные и иные местные традиции.

## Описание
Прямоугольное зелёное полотнище с соотношением ширины к длине 2:3, несущее вдоль нижнего края красную полосу шириной 1/4 ширины полотнища; в центре полотнища изображены две наклонённые к краям бобины соединённые друг с другом нитью перевитой за жёлтой колонной.

## Обоснование символики
В 1849 году при селе Городенка (Городки, Починки) была основана суконная фабрика, которая в дальнейшем получила название «Пролетарий». В 1922 году посёлок, образовавшийся вокруг фабрики, был официально отнесён к числу рабочих посёлков и получил название Пролетарский. Красный цвет, как символ труда и пролетариата, символически указывает на название посёлка, ставшего основой одноимённого городского поселения.
Градообразующем предприятием поселения являлась тонко-суконная фабрика «Пролетарий», что на флаге отражено двумя бобинами, связанными золотой нитью и столбом, аллегорией фабричной трубы. Символика нити — связь прошлого с настоящим, связь разума с действием, символ дороги к знаниям. Символика столба многозначна:
— символ возвышения, величия;
— символ опоры, поддержки;
— символ силы и храбрости героев.
Городское поселение Пролетарский входит в состав Серпуховского муниципального района. Зелёное поле флага городского поселения Пролетарский совпадает с зелёным полем флага Серпуховского муниципального района, что показывает связь городского поселения с муниципальным районом.
Зелёный цвет символизирует весну, здоровье, природу, надежду.
Красный цвет символизирует мужество, жизнеутверждающую силу, красоту, праздник, труд.
Жёлтый цвет (золото) символизирует высшую ценность, величие, великодушие, богатство, урожай.